# 科武尔帕尔莱
科武尔帕尔莱（Kovurpalle），是印度安得拉邦Nellore县的一个城镇。总人口8534（2001年）。

## 人口
该地2001年总人口8534人，其中男性4222人，女性4312人；0—6岁人口737人，其中男377人，女360人；识字率75.57%，其中男性为81.62%，女性为69.64%。